# Club Atlético Platense
El Club Atlético Platense és un club de futbol argentí al partido de Vicente López, al Gran Buenos Aires, tot i que els seus aficionats s'estenen, a més de Florida, pel barri veí de Nuñez, el barri veí de Vicente López i el barri veí de Saavedra.

## Història
El Platense fou fundat el 25 de maig de 1905. Jugà a la segona divisió entre 1956 i 1964, i entre 1972 i 1976, quan guanyà la segona divisió. Es mantingué a la màxima categoria del futbol argentí fins que sucumbí al descens el 1999. El seu jugador més carismàtic dels darrers anys ha estat David Trézéguet.

## Palmarès
- 1 Lliga argentina de segona divisió: 1976
- 1 Lliga argentina de tercera divisió: 2005/06

## Jugadors destacats
- Claudio Borghi
- Carlos Bulla
- Raúl Alfredo Cascini
- Eduardo "Chacho" Coudet
- José "Turu" Chatruc
- Julio Cozzi
- Adrián Domenech
- Marcelo "Cabezón" Espina
- Raúl Frutos
- Esteban "Bichi" Fuertes
- Blas Giunta
- Mauricio "Turquito" Hanuch
- Ángel Labruna
- Mariano "Loco" Dalla Líbera
- Andrés Madrid
- Claudio Morresi
- Lucas Pusineri
- Julián Speroni
- Claudio Spont
- David Trézéguet
- José Yudica
- Santiago Vernazza

## Uniforme
La primera samarreta amb la que jugà el club el 1906 era de color vermell amb detalls negres. L'any 1907 es començà a utilitzar la samarreta blanca amb la franja marró.
| 1905 | 1907- | 1984, 2001 | 1987 | 1988, 1996 | 1990 | 2004 | 2007 | 2010 |